# Thier de la Fontaine
Le Thier de la Fontaine est une rue de la ville de Liège se situant dans le quartier Saint-Laurent. La partie centrale est formée d'un escalier de 201 marches.

## Description

### L'escalier
Contrairement à la Montagne de Bueren rectiligne, le Thier de la Fontaine opère un virage à la moitié de l'ascension. Il compte deux volées de marches d'un nombre assez similaire. Après la première volée d'escaliers montant vers le nord, un virage à 90° à gauche oriente la seconde volée vers l'ouest. L'escalier de 201 marches et d'une longueur de 110 m pour un dénivelé d'environ 35 m ne possède pas de rambarde. Deux petites passerelles à usage privé enjambent la partie supérieure de chaque volée de l'escalier. Il est entouré dans sa partie supérieure de hauts murs de briques. L'escalier a été aménagé en 1876. Le 19 avril 2024, le mur nord de l'escalier s'effondre, amenant ce dernier à être fermé au public.

### La rue
En dessous et au-dessus de l'escalier, la rue est pavée et en côte. La partie supérieure s'aplanit.

## Patrimoine
Au sommet de l'escalier, un peu en retrait au côté nord, se trouve la tour des Moxhons, un des derniers vestiges du rempart initial de la ville que fit ériger Notger aux alentours de l'an 1000.
Au bas de la rue, se trouve le cirque d'hiver de Liège repris sur la liste du patrimoine immobilier classé de Liège.

## Autres escaliers de Liège
- Montagne de Bueren
- Degrés des Tisserands
- Rue de la Montagne

## Voies adjacentes
- Rue Joseph Jaspar
- Rue Jonfosse
- Rue Saint-Laurent
- Mont Saint-Martin
- Rue Publémont